# Morning Delight
『Morning Delight』（モーニング・ディライト）は、東海ラジオで2022年4月3日から放送されているラジオ番組。

## 概要
東海ラジオ（TOKAI RADIO）では、2022年4月、「Change & Charge! TOKAI RADIO! ～Music & Baseball～」をキャッチフレーズに、週末ワイドを大幅に改編する一環として、日曜日の朝の時間帯に新しく音楽番組を編成することになった。
この番組は、日曜の朝に、心地よい音楽と、ローカルのグルメ、イベント、お出かけ情報など、アナタの日曜日がより一層楽しくなる情報をお届けするというもの。

## 放送時間
- 毎週日曜 7:00 - 10:00

## DJ
- 川本えこ[2]

## 内包番組

### 2023年10月現在
8時台
- 健やかインフォメーション（8:15 - 8:25）
- 小倉・IMALUの○○玉手箱（8:45 - 9:00）

9時台
- Buy Now （9:30 - 9:45）

### 過去
7時台
- 川口技研プレゼンツ 宗次郎 オカリーナの森から（7:45 - 8:00）